# Khadzsuráhó

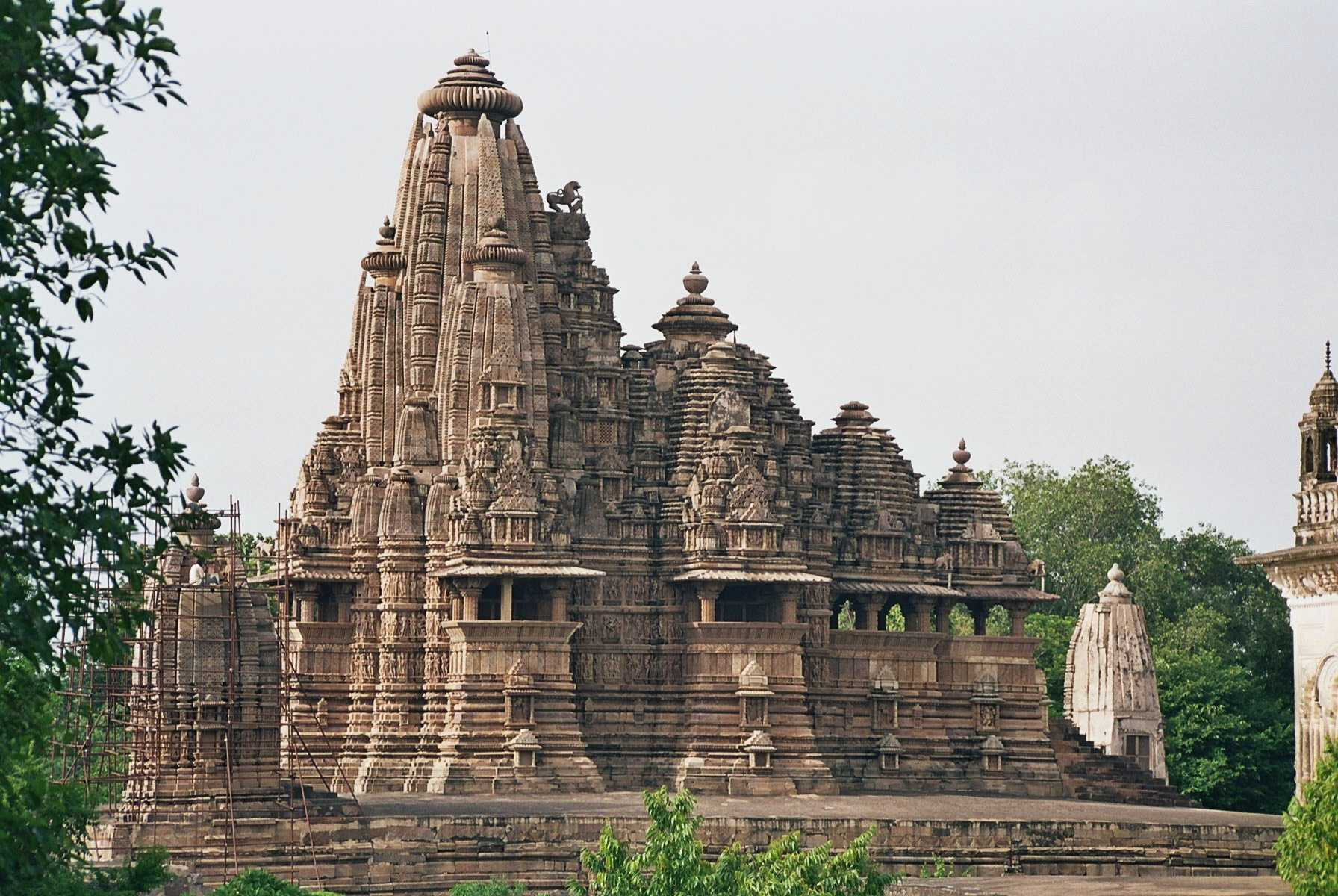
A Visvanátha-templom

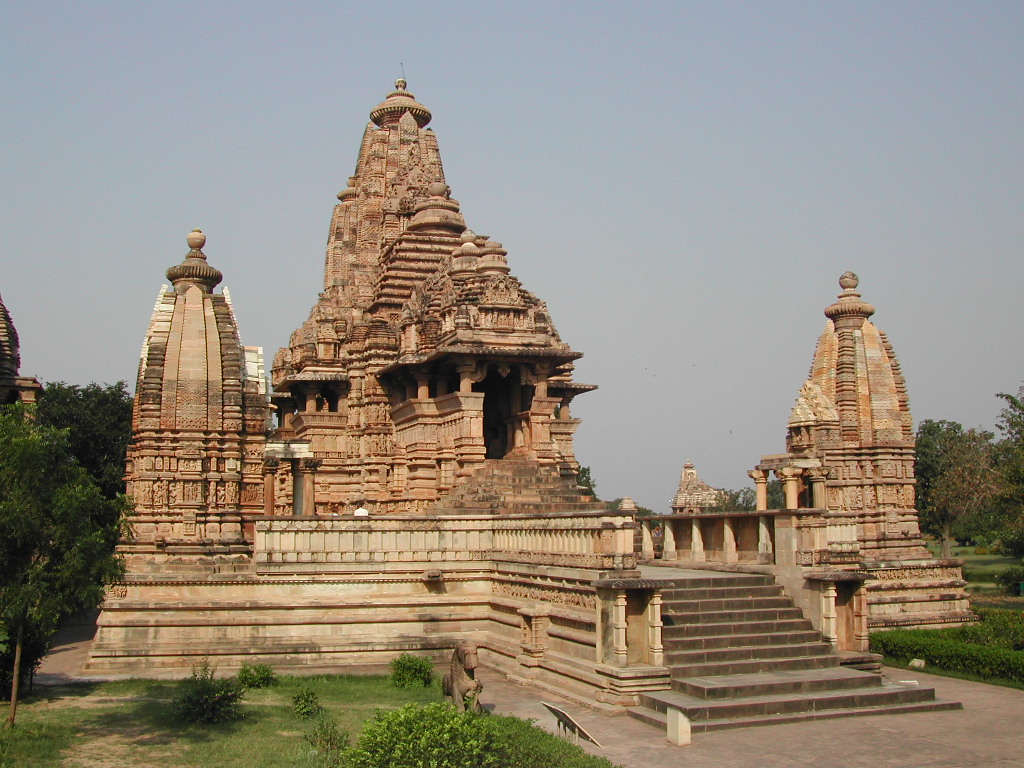
A Laksmana-templom

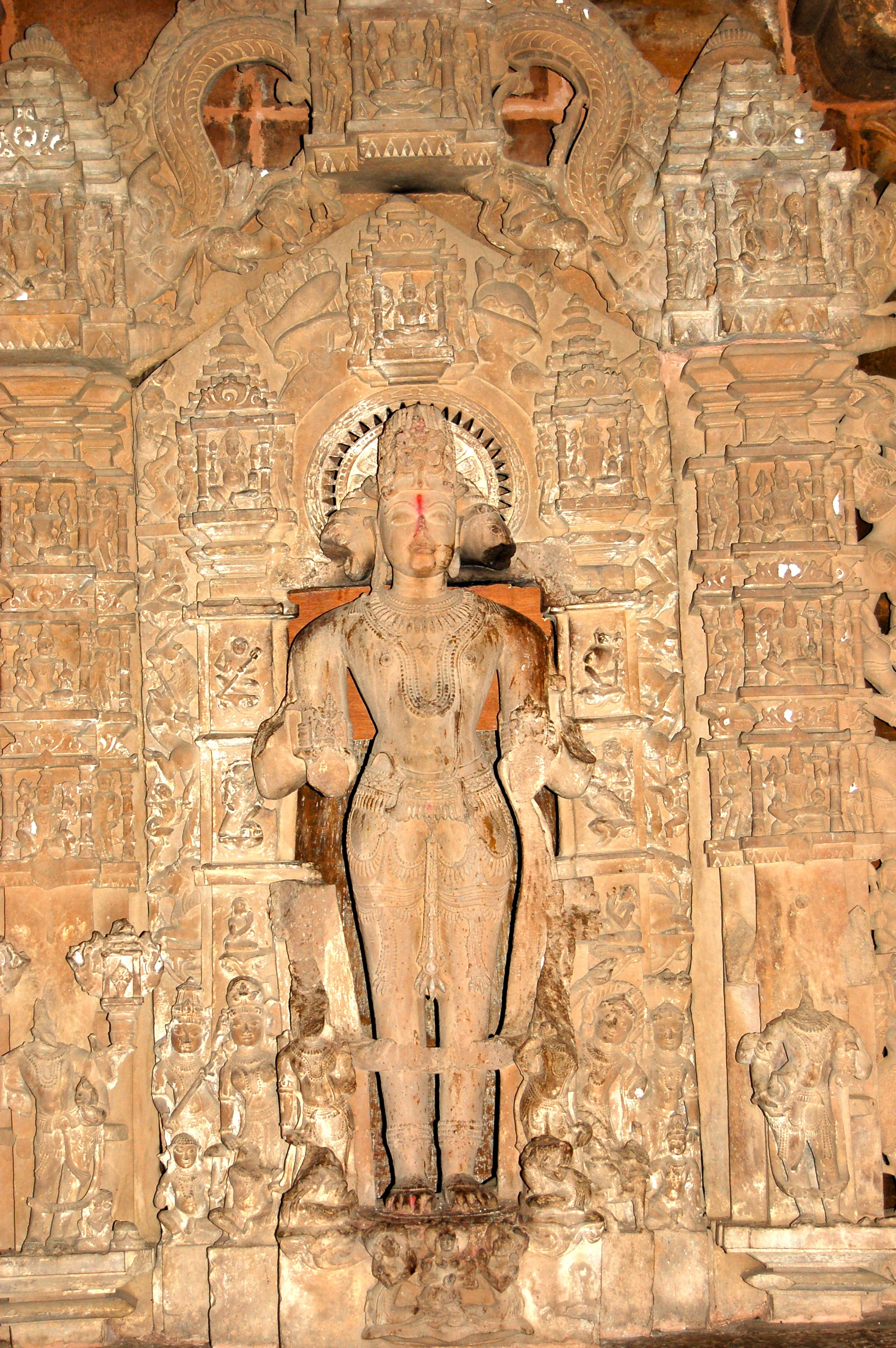
A Visnu négykarú, háromfejű ábrázolása a Laksmana-templomban

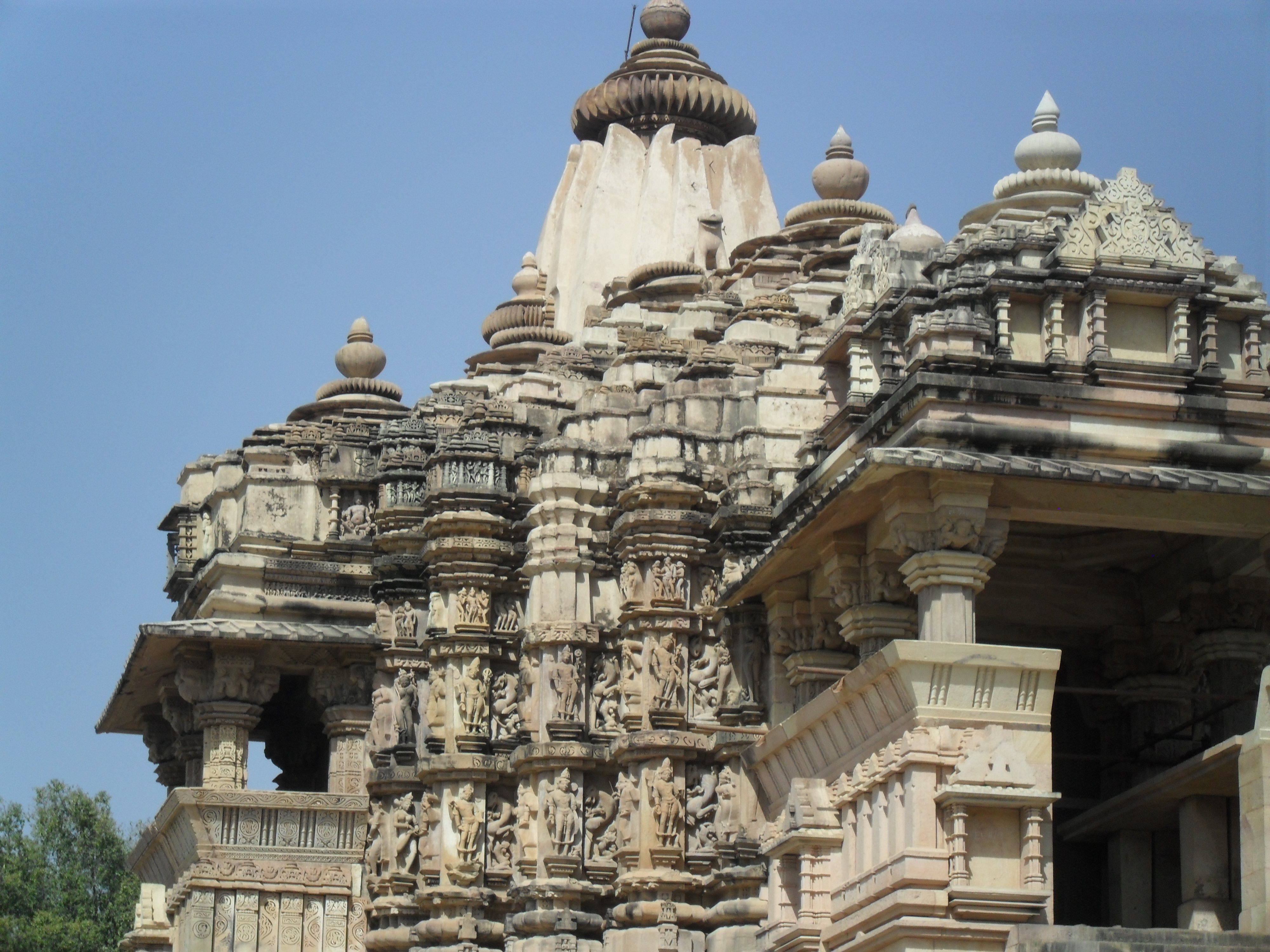
A Csitragupta-templom

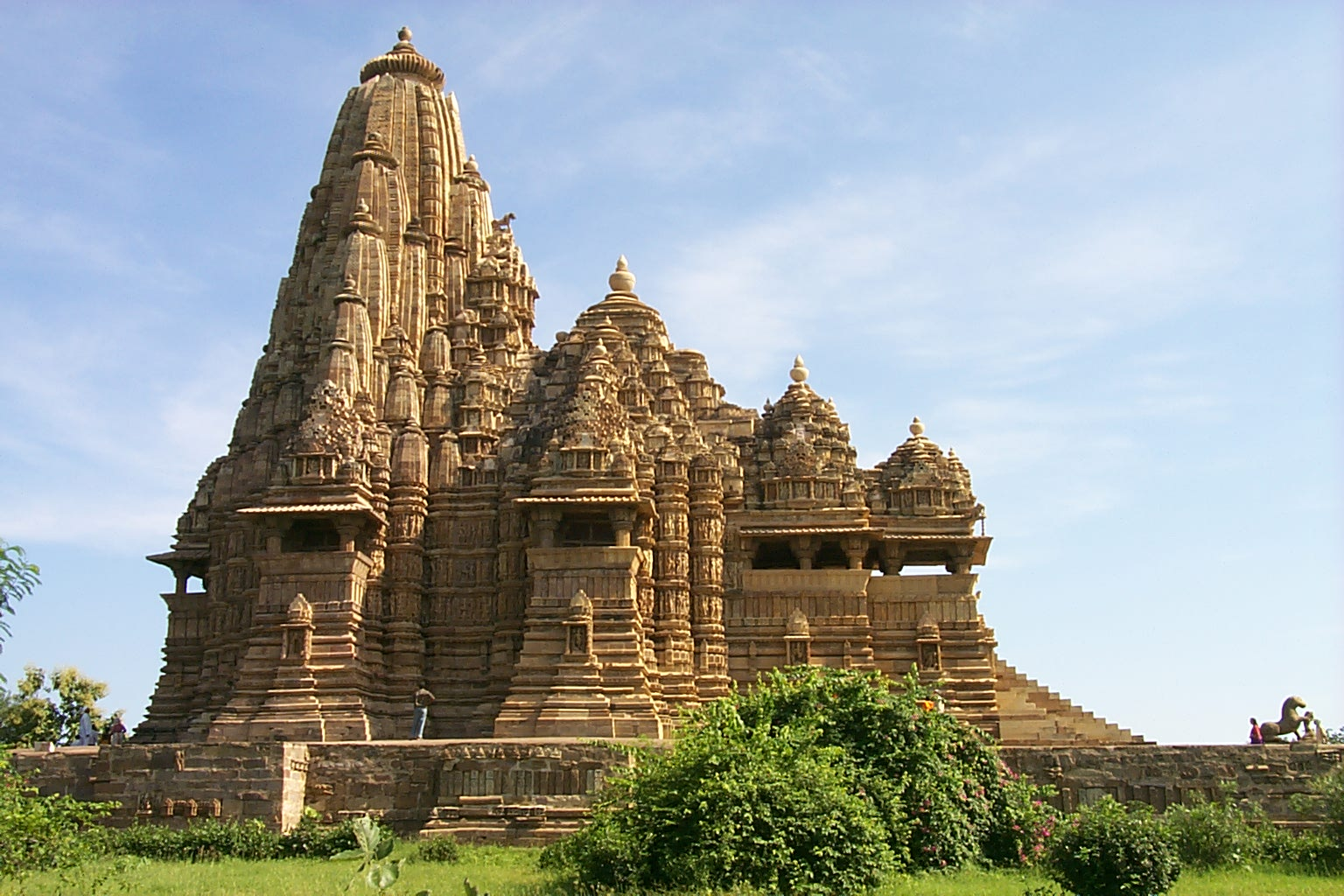
A Kandarija–Mahádévi templom

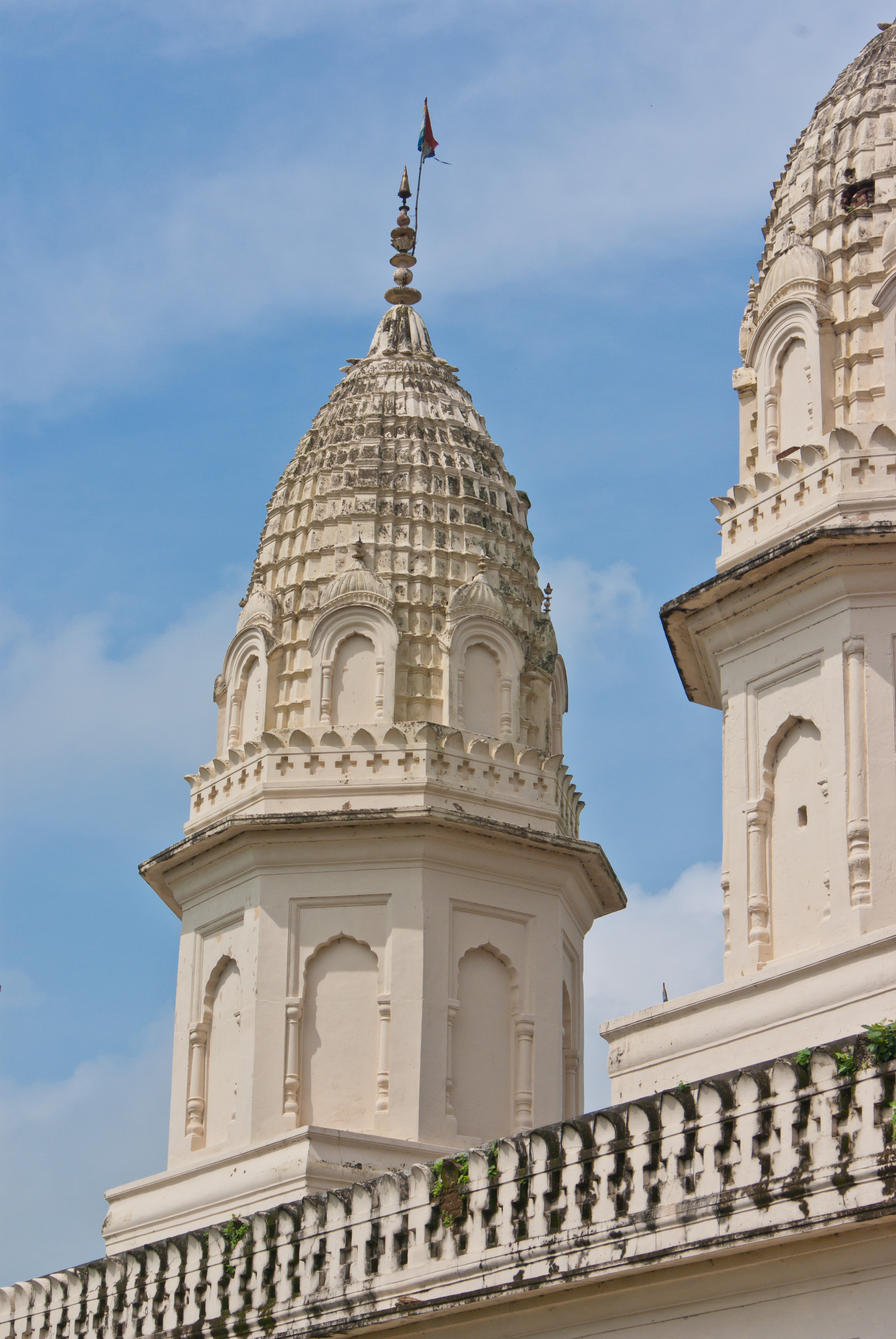
A dzsaina Sántináth-templom

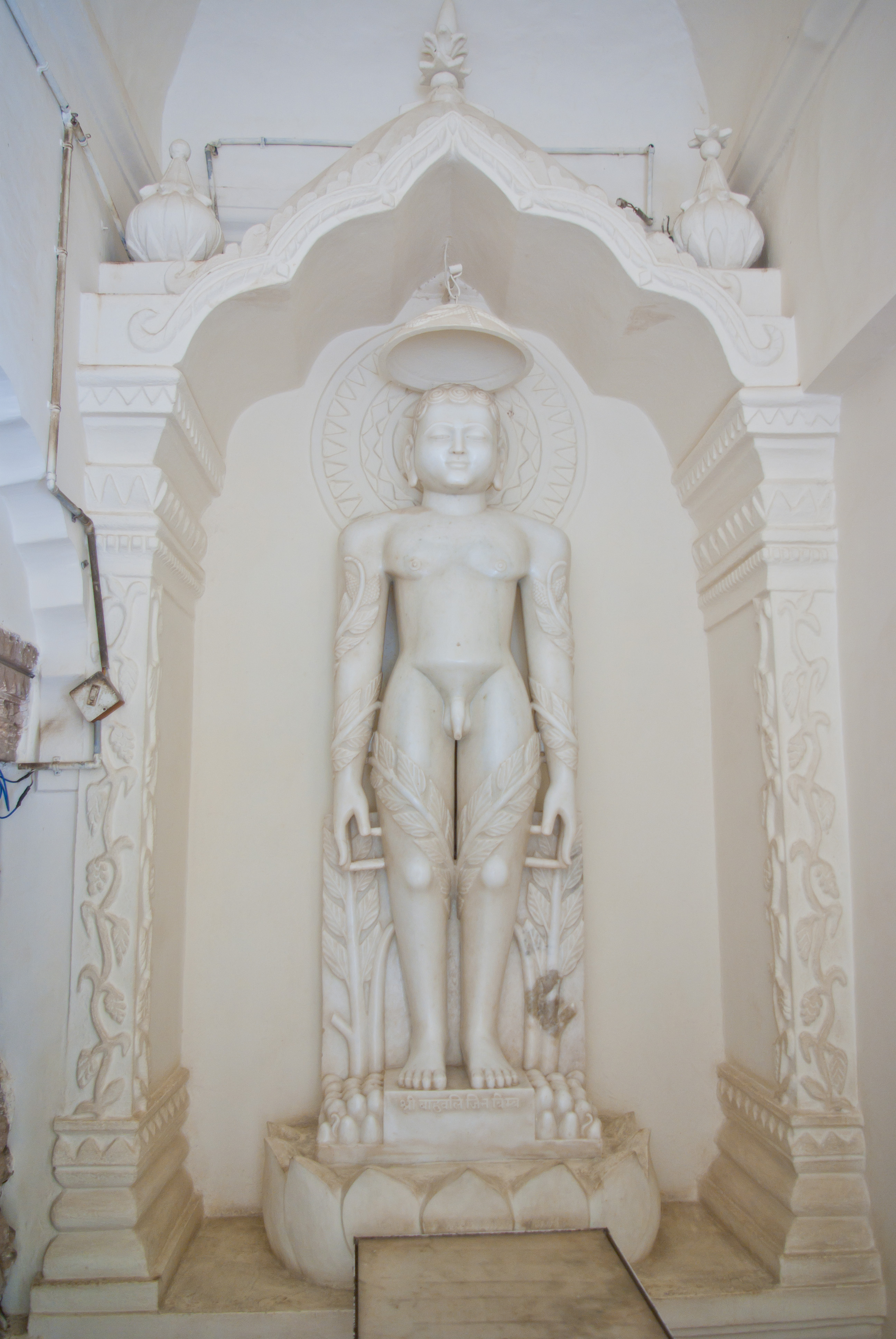
A tizenegyedik tírthankara („gázlókészítő”) szobra a Sántináth-templomban

Khadzsuráhó (hindi: खजुराहो) indiai kisváros Madhja Prades tartományban, a cshatarpuri kerületben, 175 km-re Dzshánszítól, 620 km-re délkeletre Delhitől, India fővárosától. Neve a khadzsur hindi szóból ered, ami datolyapálmát jelent. Khadzsuráhó India egyik legnépszerűbb turistalátványossága. Híres turistacélponttá erotikus témájú szobrokkal dekorált templomai tették. A hindu templomépítészet nágara stílusának egyik legismertebb képviselője.
A 950–1050 között épült város volt a hindu Csandela királyok fővárosa — ők a 10. és 12. század között uralták Indiának ezt a vidékét. A mintegy 85 hindu  és dzsainista templomból mára 20 maradt fenn látogatható formában. 1986-tól a kulturális világörökség része

## Története
A Csandelák a Gurdzsára-Pratihára-dinasztia vazallusaiként kezdtek építkezni a vidéken. Mivel a Hold (Csandra) leszármazottainak tartották magukat,  másik elnevezésük a Csandrátréják. Hatalmuk kiteljesedése Dhanga (950–1002) királyuk alatt következett be, ekkor függetlenítették magukat, és fővárost alapítottak Khadzsuháró közelében. Mivel a térség távol esett a muszlim hódítások szokásos útvonalától, a templomok és a  faragott szobrok nagy része fennmaradt az utókor számára. A Csandelák területei 1310-ben a Delhi Szultanátus fennhatósága alá került, azonban az épületegyüttes továbbra is épen megmaradt. Modern felfedezése 1840-re tehető, amikor az angolok tudomást szereztek a dzsungel által elfedett romokról, de tudományos igényű feltárása és helyreállítása csak a 20. század húszas éveire tehető.

## A terület jelentősebb műemlékei
A legtöbb templom teraszokon áll, építőanyaguk homokkő. Szabad területen állnak, nincsenek elkerítve. A legnagyobbak alaprajza kettős kereszt alakú. A tornyokat (sikharák) kisebb tornyocskák, ún. angasikharák veszik körül. Tetejükön az elmaradhatatlan, bordázott ámlaka, ennek tetején a korsó, vagy kalásza látható. Csaknem mindegyik templomra jellemző a díszítmények, szobrok  fantasztikus túlburjánzása, ami az építészet és szobrászat egységes megjelenését eredményezi. A nagyobb templomok a szokásos, szinte kötelező jellegű templomépítészeti egységekből állnak: A talapzaton álló épülethez lépcső vezet fel, a nagyobbakat öt, a kisebbeket  három épület alkotja. A látogató egy kisebb előtéren (ardhamandapa) keresztül jut a gyülekezeti csarnokba (mandapa), ez egy kis átjárón (antarála) át vezet a szentélyhez (garbagriha). A szentély körül a körüljárás útjának, (pradaksina) van kialakítva egy szűk, keskeny folyosó.
A mintegy 20 000 szobor kis része az erotikus tartalmú (mintegy száz), a szalagfrízek témájukat tekintve ünnepségeket, felvonulásokat, vadászjeleneteket, isteneket és harcosokat és azok kísérőit ábrázolják.  Nem ritkák a geometrikus motívumok, indák, egyéb növényábrázolások sem.
A templomokat két csoportba, keleti és nyugati csoportra osztják.

### A keleti csoport templomai
1. Visvanátha
2. Laksmana
3. Mátangésvara
4. Varáha
5. Kandaríja Mahádévi
6. Dzsagadamba
7. Csitragupta
8. Párvati

A Sivaszágara-tó mellett áll ez a csoport, a legfontosabb a Visvanátha-templom, a legrégebbi a saiva Mátangésvara-templom, amelyet a 10. század elején építettek. Ennek érdekessége, hogy külső felülete nem tartalmaz szobordíszítéseket. Jobbra a kis Varáha-templom áll, benne Visnu egyik avatárájának, a vadkannak (Varáha)  monolit szobra.
A templomépítések sorozata a Jasovarman (megh. 950) parancsára épített  Laksmana-templommal kezdődött, majd később a saiva Visvanátha-templomot építették fel.
A Laksmana-templom szentélyében Visnu egy négykarú ábrázolása (Vaikuntha) látható, így erről a templom másik neve Csaturbhuja („négykarú”). A szobornak három feje van, a középső emberi, a szélsők oroszlán és vadkan alakot öltenek.   A főszentélyen kívül még négy mellékszentélye is van, amelyek a hatalmas terasz négy sarkában állnak. A talapzat oldalán több sávban láthatók szeretkező párok, szexuális pózok ábrázolásai. Eredetileg szintén Visnunak szentelték a Párvati-templomot is, noha jelenlegi neve alapján Siva lenne a védelmező istene.
Bár az építészeket nem szokták számon tartani, úgy tudjuk, hogy az 1002 és 1017 között épült Csitragupta- és Dzsagadamba-templomot Ganda alkotta, a területen legismertebb templomot, a Kandaríja Mahádéva-templomot Vidhádhara (1017-1029) építette A Dzsagadamba-templomot (1002-1017) eredetileg Visnunak szentelték, jelenleg Durgának a kegyhelye, aki  a hindu anyaistannőnek, Mahádévinek egy népszerű, vad formája, Siva saktijának kegyetlen és ádázul oltalmazó megnyilvánulása.
A Visvanátha-templom 1000 körül épült, három sávban tartalmaz szobrászati díszítést, többek között a Szaptamátrikák („Hét Anya”) csoportját találhatjuk itt, akik a Sakti erős aspektusait jelképezik. A fő gyülekezési csarnok, a mahámandapa kazettás mennyezete és a szentélybejárat kerete kimagaslóan kidolgozott faragásokkal rendelkezik.
A Csitragupta-templom Szúrjának, a napistennek van szentelve, akinek hét ló vontatta napszekere a szentély fő látványossága. Bár ez a templom némileg eltér a Khadzsuráhóban megszokottaktól (azoknál sokkal hosszabb), talapzatán változatos életképek, csata- és vadászjelenetek domborművei láthatók.
A Mahádéva-templom ma már sajnos nem áll, csak a talapzata és előcsarnoka maradt meg, azonban itt látható a Csandelák címerképe kifaragva, amely a dinasztia egyik ősét ábrázolja, amint egy oroszlánnal küzd.
A legimpozánsabb templom ezen a területen a Kandaríja Mahádévi-templom, amelyet 1017 és 1029 között építettek. Ennek a templomnak a legmagasabb a sikharája, 31 méteres, és ezt tartják a Csandela képző- és építőművészet csúcspontjának. A központi tornyot mintegy 80 kisebb, a fő tornyot utánzó angasikhara látható. A nágara-templomépítészet sekhari stílusú (→sikhara) tornyára talán ez a legszebb példa. A sikhara alatt a viszonylag kis szentélykamra (anyaméhkamra, garbagriha) található, benne Siva férfierejét szimbolizáló márványból készült lingával. A szentély kultikus körüljárására szolgáló folyosón, a pradaksinán  nyolc istenség foglal helyet, akiknek feladata a megszentelt hely őrzése. A mandapa, azaz az előcsarnok mennyezete igen finoman faragott, akárcsak a garbagriha, a szentély  ajtókerete.

### A nyugati csoport templomai
1. Nandi
2. Laksmi
3. Mahádéva
4. Csaunszath Jógíni
5. Vámana
6. Brahma
7. Dzsavári
8. Ghantái
9. Ádinátha
10. Pársvanátha
11. Sántinátha
12. Duladeo
13. Cshaturbhudzsa

Ez a templomcsoport a kis falu, a tulajdonképpeni Khadzsuráhó körül helyezkedik el.
A Csaunszath Jógíni („Hatvannégy Jógíni”) temploma az egyik legrégebben épült együttes (9. század). Gránittömbökből, kötőanyagok nélkül állították össze. A jógínik női istenségek, akik a többalakú főistennő, Sakti kíséretéhez tartoznak. A templomot a jógínik cellái alkotják, amelyek a  belső udvart veszik körül, mindegyik tetején kis torony található. A bejárattal szemben álló nagyobb cella Siva egyik  félelemkeltő megnyilvánulási formájának, Bhairavának van szentelve.
A Brahma- és Vámana-templomok egyszerű felépítésűek, a mandapa–antarála–garbagriha, azaz előcsarnok, átjáró, szentély sémát követik. Bár belül egyszerűek, kívülről  gazdagon díszítettek.
Nandi szentélyében Siva hátasállatának, a bikának két méter magas monolit szobra áll.
Négy dzsaina templom is található ebben a csoportban, építőik is dzsainok voltak. Jól példázza ez az amúgy saiva Csandelák sokszínű vallási világát, hiszen más vallásokat is támogattak. Az Ádintha-templom az első tírthankarának (a tírthankarák a dzsainok szentjei, azaz a „gázlókészítők”, akikből 24 létezett) van szentelve, a 19. században újjáépített Sánthinátha-templom a tizenegyedik tírthankarának állít emléket, szobra a szentély közepén 11. századi. A legismertebb dzsaina építmény a Pársvanátha-templom, a 23. tírthankara emlékére épült 955-ben. Érdekessége a folyamatosan emelkedő belső tér, és az előtér (antarála) monumentális oromzata. A templom külső díszítése rendkívül gazdag, ám erotikus szobrokat itt nem találunk, híven az aszketikus dzsaina tanokhoz.
Az egyetlen oszlopcsarnokból álló Ghantái-templom nevét az oszlopokon kifaragott harangfüzérekről kapta. A Cshaturbhudzsa-templomot széles bejárati csarnok és sarokszentélyek jellemzik, a körüljárásra szolgáló folyosó azonban hiányzik. A szentélyben található 2,4 m magas szobor a korábbi feltételezéstől eltérően nem Visnut, hanem Sivát ábrázolja. A 12. században épült Duladeo-templom mennyezetét égi alakok tartják.

## Az erotikus szobrok szerepe

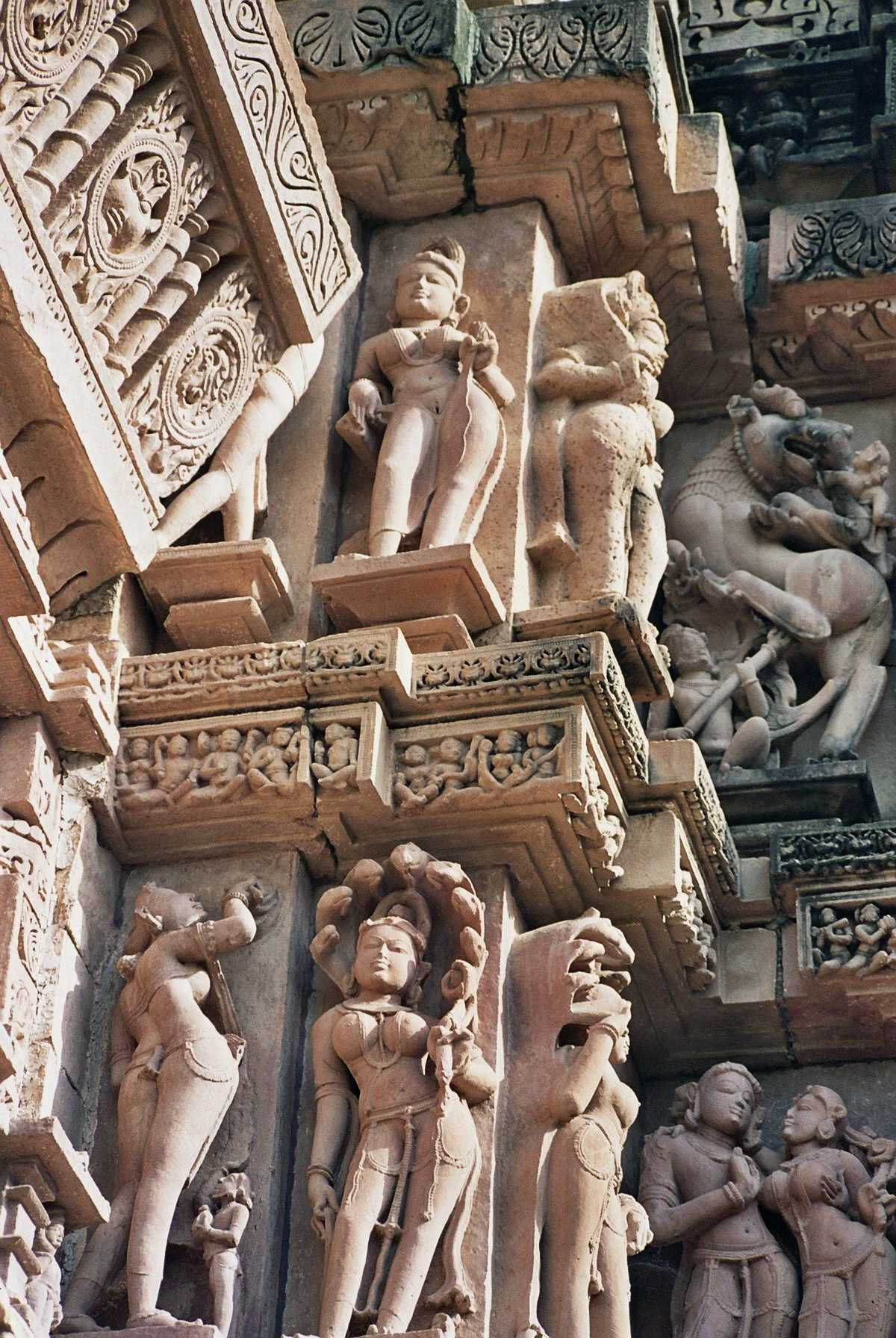
Szuraszundarik

Khadzsuráhó híre – építészeti megoldásain túl – rendkívül gazdag és változatos erotikus témájú szobrainak köszönhető, bár e szobrok szerepére ma sincs egyértelmű magyarázat.  Erotikus szoborkompozíciókra máshol is akad példa (például Konárakban), a legismertebbek mégis az itteni templomok külső falain látható ábrázolások.
A faragott alakok a hindu szobrászat hagyományainak megfelelően szigorúan kötött szabályoknak felelnek meg. A fej, nyak, test, végtagok arányát a  silpa-sásztrák, vallási leírások rögzítik.  A templomok külső falain gyakran látható, a szerelmi egyesülést nyíltan ábrázoló képregényszerű jeleneteket nyugati művészettörténészek közül sokan úgy értelmezik mint a misztikus tantrizmus képi bemutatását, azaz tekinthető ez egyfajta ember-isten egyesülés képi megformálásának is, ami bizonyos hindu szekták teológiájának sajátja. A kaula és kápálika tantrikus szekták virágzásával, illetve a bhakti-kultusz kifejlődésével az erotikus szobrászat egyre nyíltabb formákat öltött.
A nők a rambhák,  szuraszundarik, vagy apszarák isteni lények, akik  a varázslatos szépséget jelképezik. Még a kezdetek kezdetén  kiemelkedtek a kavargó kozmikus óceánból.  Az indiai hagyomány  szentnek tekintette  a szép nőt, jobban, mint bármely más, ember alakot öltött objektumot. Szimbolizálta a  test és a lélek egységét,  a várakozást, a vágy és a valahová tartozás eszményét, mindazt, amit az indiai lélek szépnek talált. Az eszményi  nő  nemcsak a költészetet és az érzékiséget, hanem  a nyugalmat és a spiritualitás  végső valóságát testesítette meg.
A maithuna, azaz a szerelmi egyesülés különböző módozatait – a szobrok tanúsága szerint –  érzéki, spirituális pózokban gyakorló nők a korábbi feltételezések szerint az istenekkel való egyesülést szimbolizálják, azonban  a csoportos szexuális együttlét, illetve az állatokkal folytatott aktusok ábrázolása miatt ma már ezt nem tartják valószínűnek. Ugyanígy elvetik ma már a Káma szútra (a szerelem vezérfonala) tanításainak egyfajta illusztrációját, mivel a szöveg is elítélően szól ezekről az indiaiak szerint máig  deviánsnak tartott szerelmi aktusokról.
A hindu hagyományok a maithunának mágikus hatásokat tulajdonítanak, amik segítenek a hívőnek az elmélyülésben és megvédik a templomokat a rontó szándékú démonoktól. A maithuna  a titkos, kétértelműen írt  tantrikus szövegekben is  elsőrendű, hiszen a férfi és női pólus egyesülését teljesíti be. Sokan feltételezik az úgynevezett jantrákkal (felidéző, misztikus képek) való  kapcsolat szerepét is, amelyek a titkos tanításokhoz egyfajta diagramot szolgáltatnak a képregényszerű, szalagosan elhelyezkedő szoborcsoportok elhelyezésével. A tantrikus rítusok azonban mégsem a gyönyörszerzésre irányulnak, hanem művelői szerint ezek segítségével érhető el az örök körforgásból (szanszára) való  megszabadulás, azaz a móksa, amit minden hindu végső céljának tekint. 

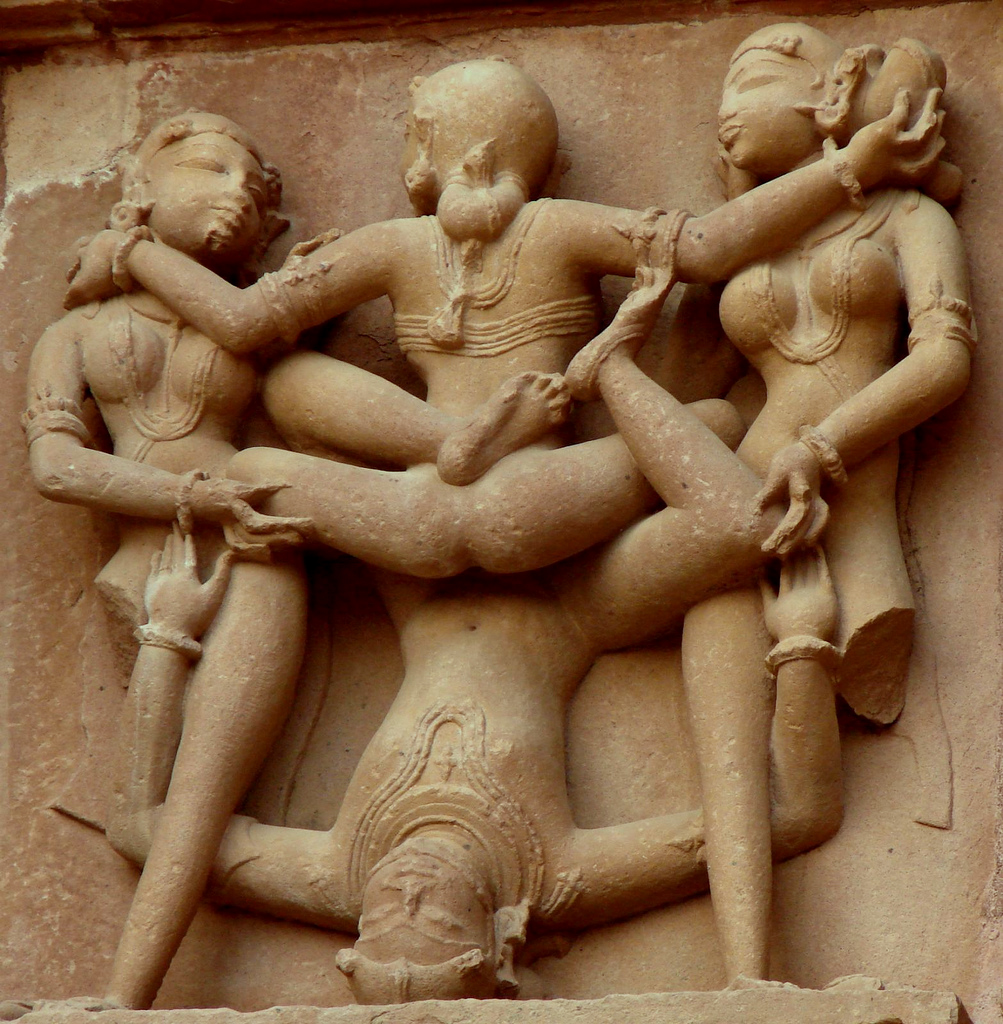
Erotikus szoborcsoport
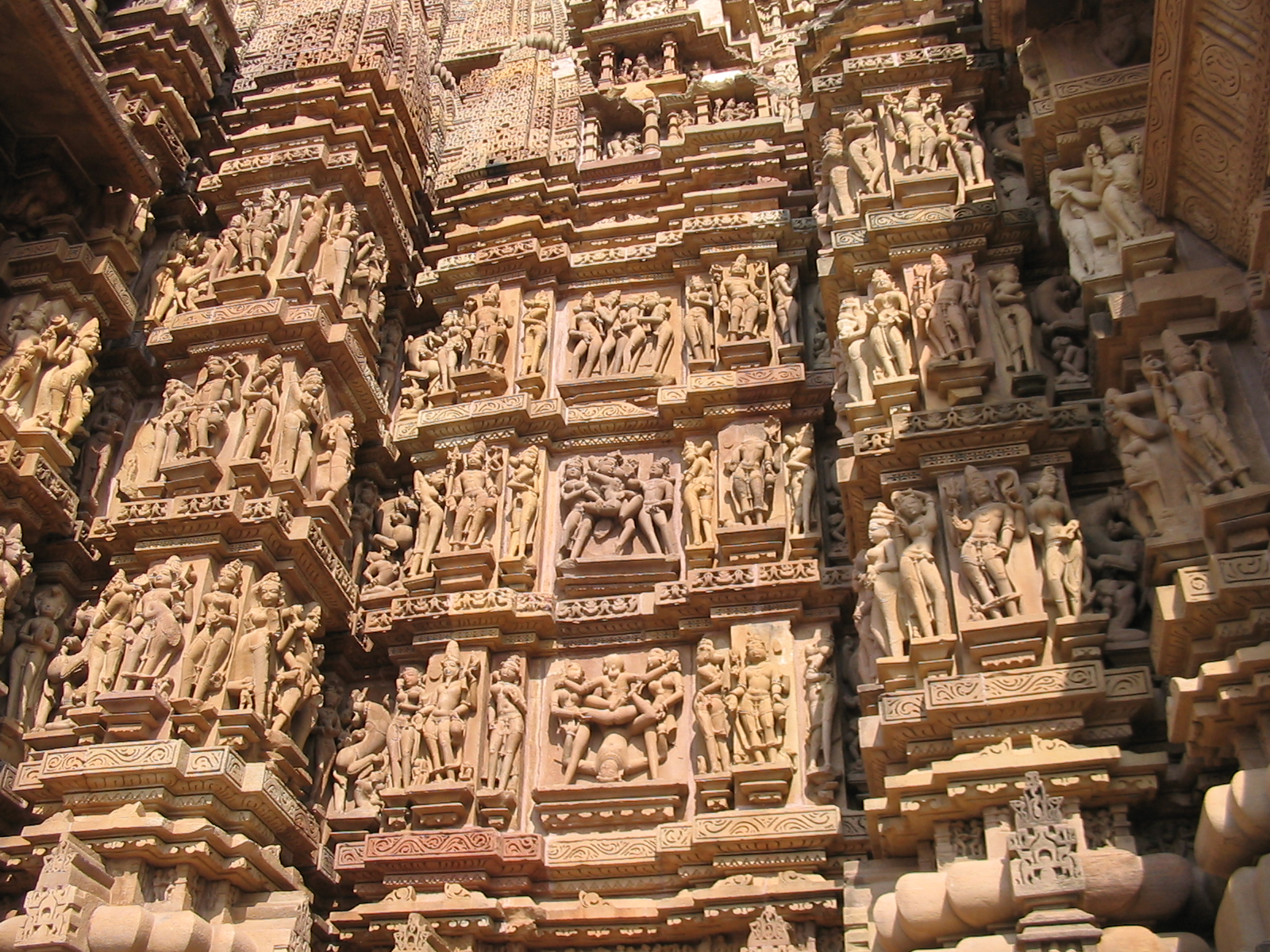
Szobrok a Kandarija Mahádéva-templom külső falán
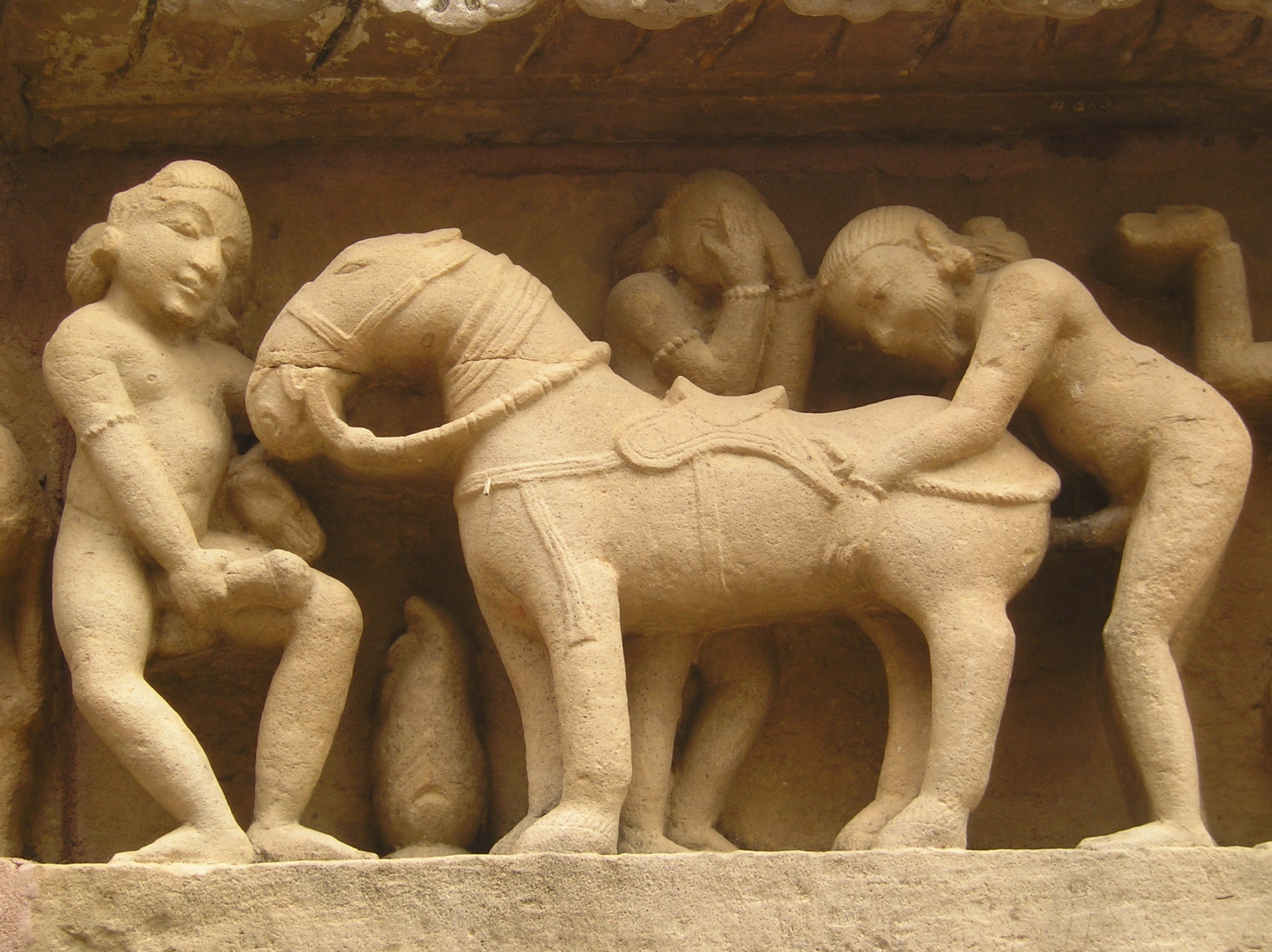
Szodómia ábrázolása Khadzsuráhóban a Laksmana-templom falán
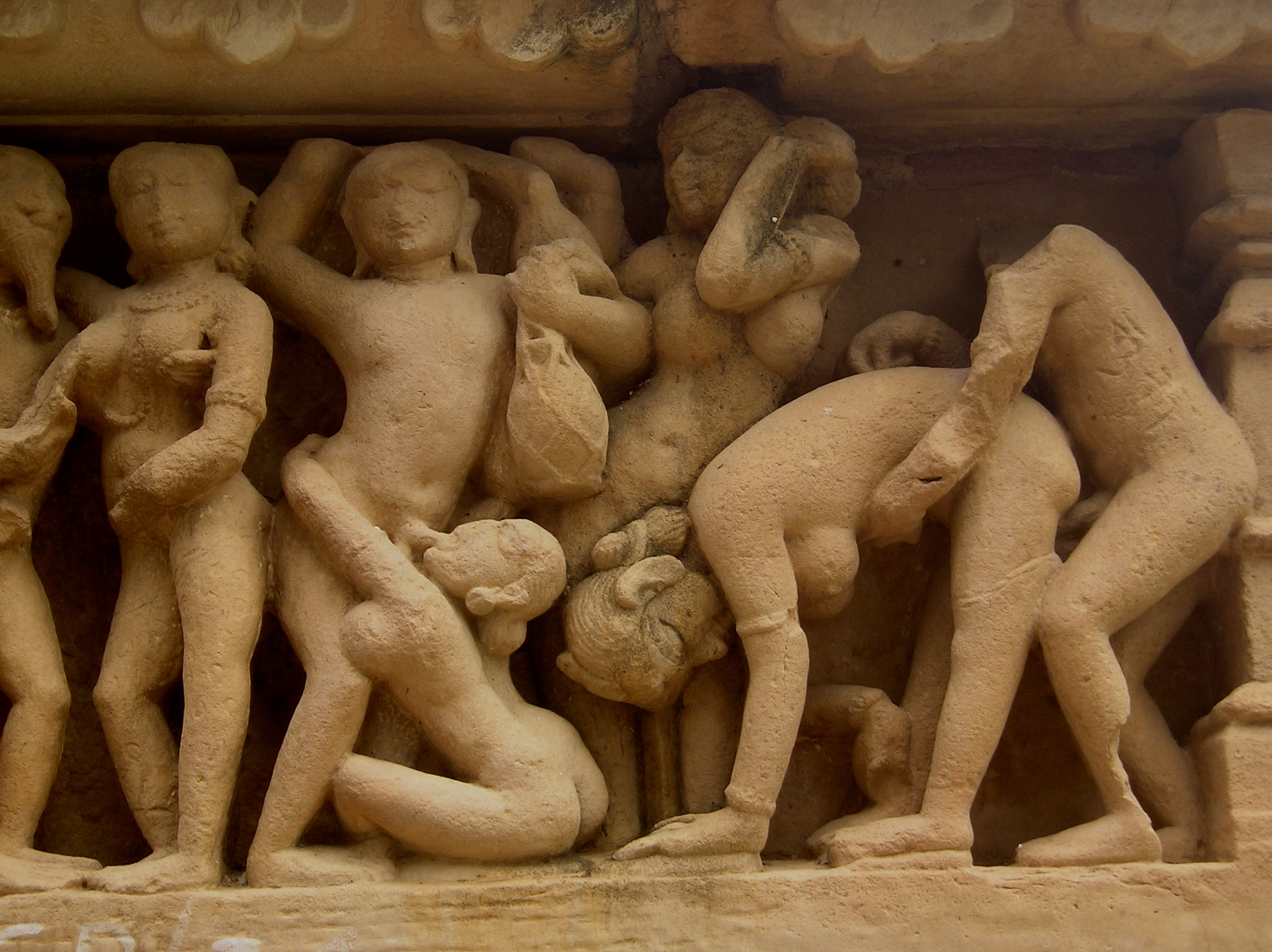
Erotikus szoborcsoport a Laksmana-templom falán
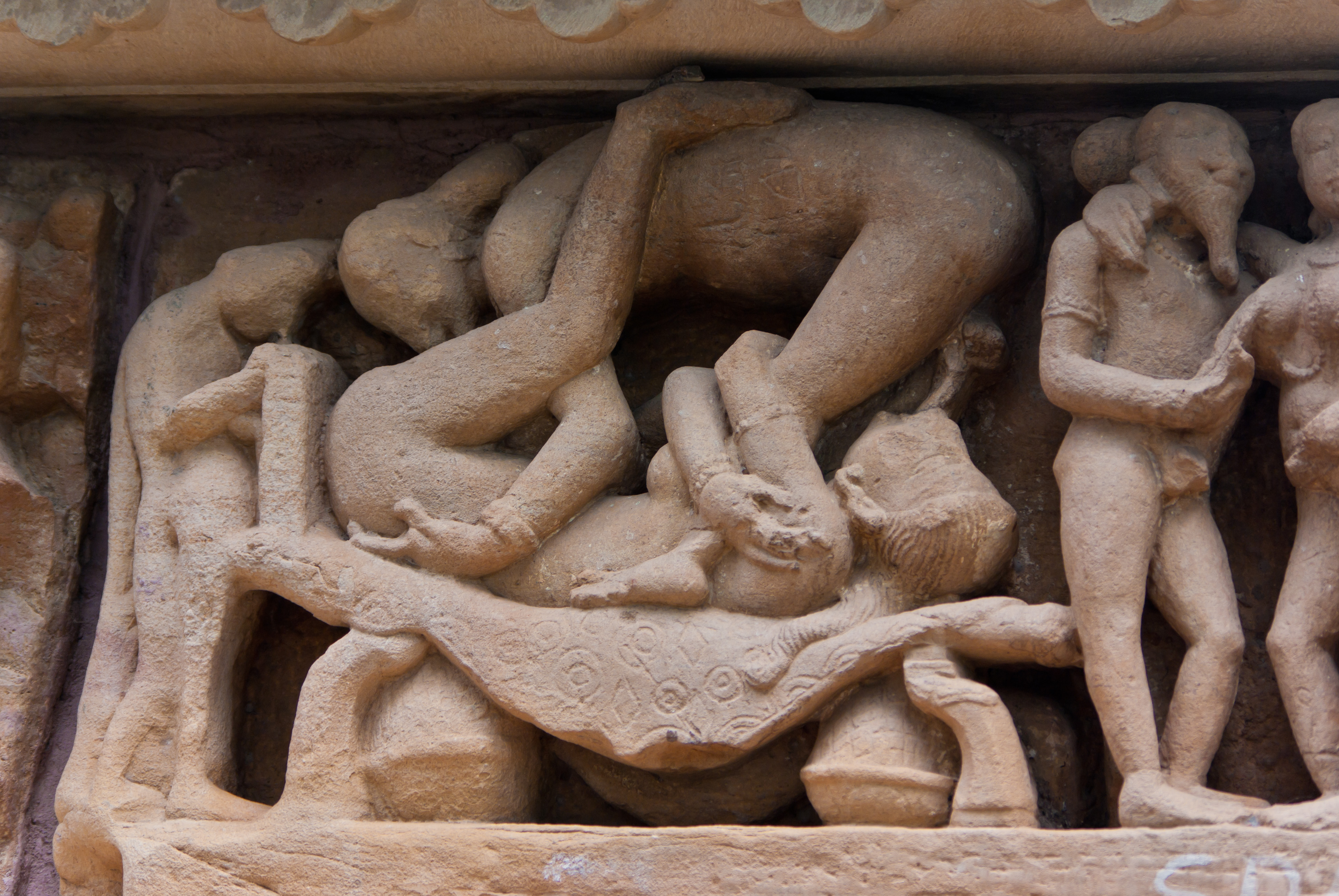
Erotikus szoborcsoport a Laksmana-templom falán
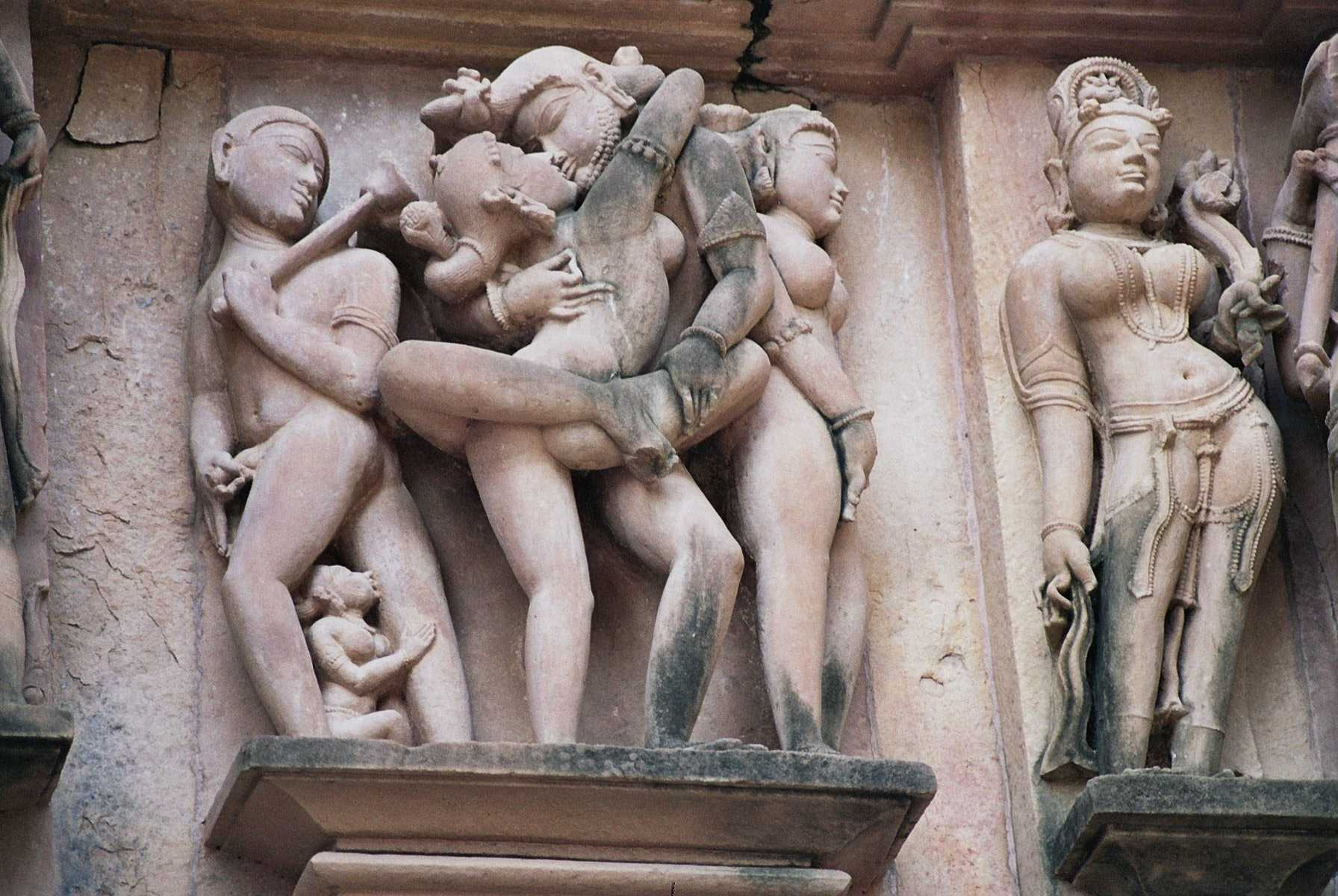
Erotikus szoborcsoport a Laksmana-templom falán
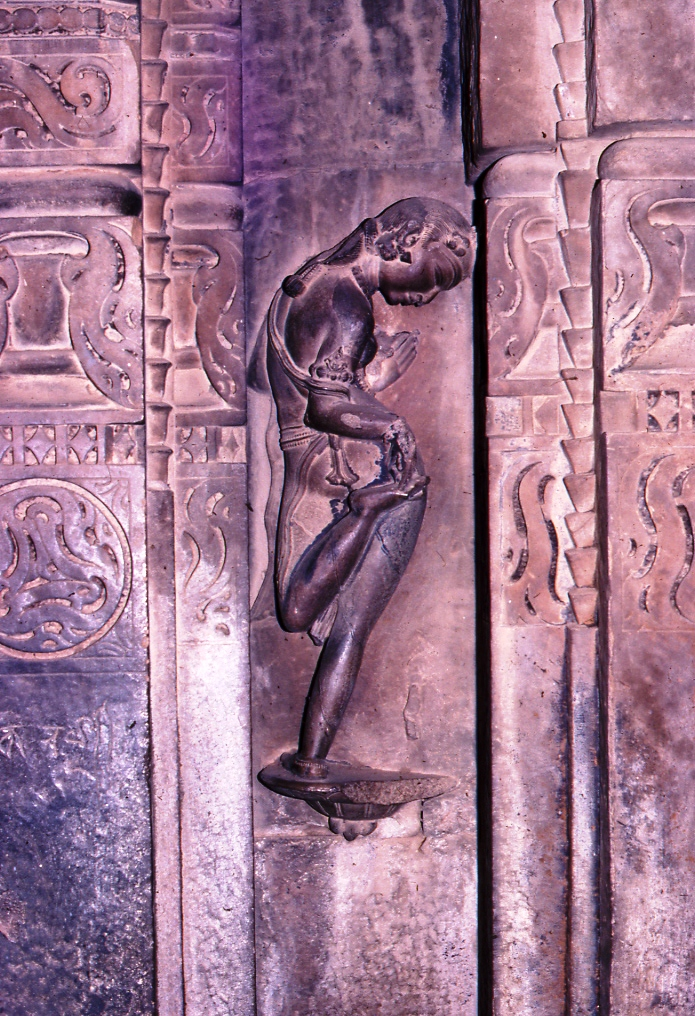
Szuraszundari, vagy apszara ábrázolása a Visvanátha-templomban
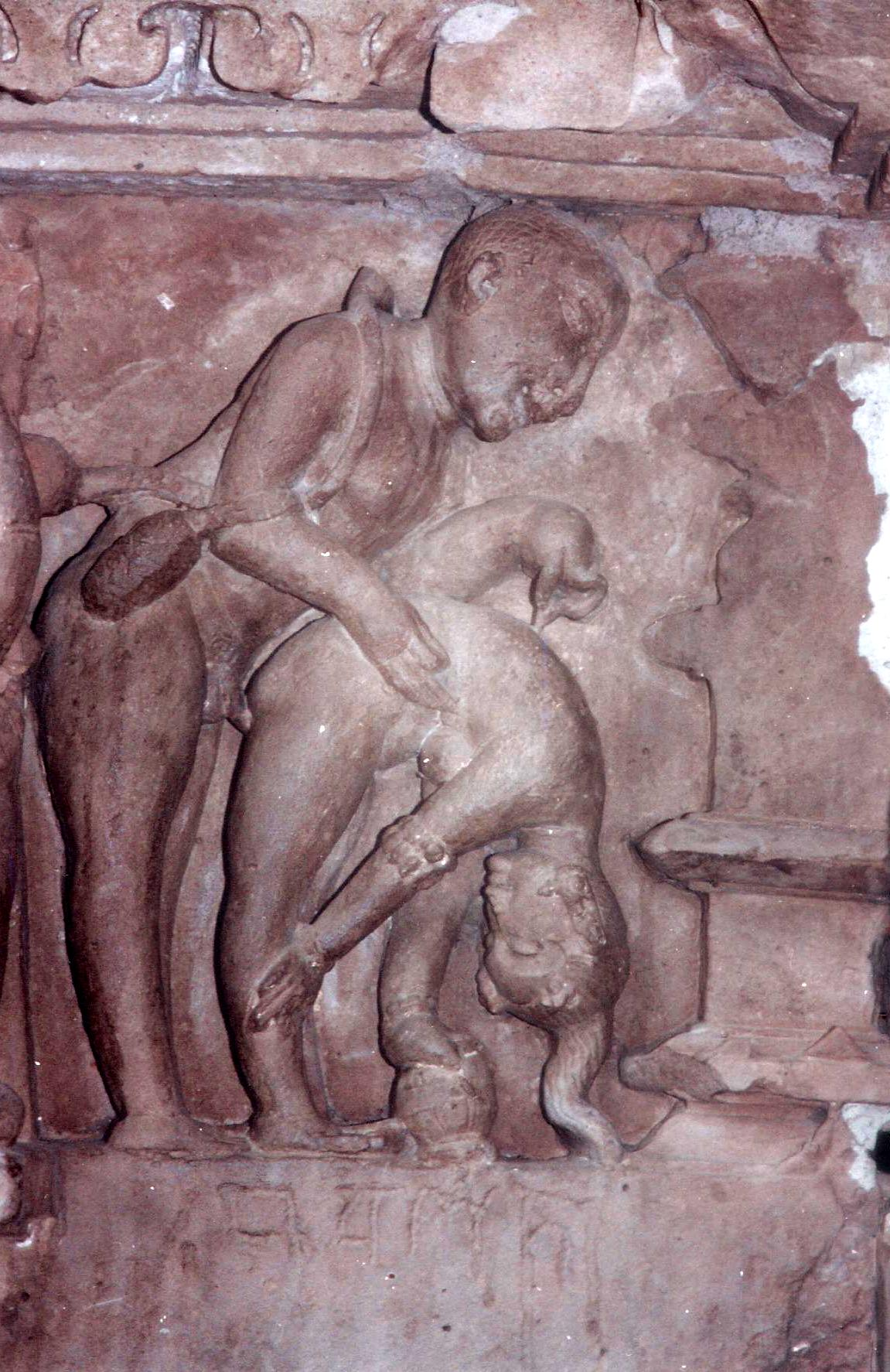
Szeretkező pár domborműve a Laksmana-templomban